# ポーランド国鉄

ロゴマーク

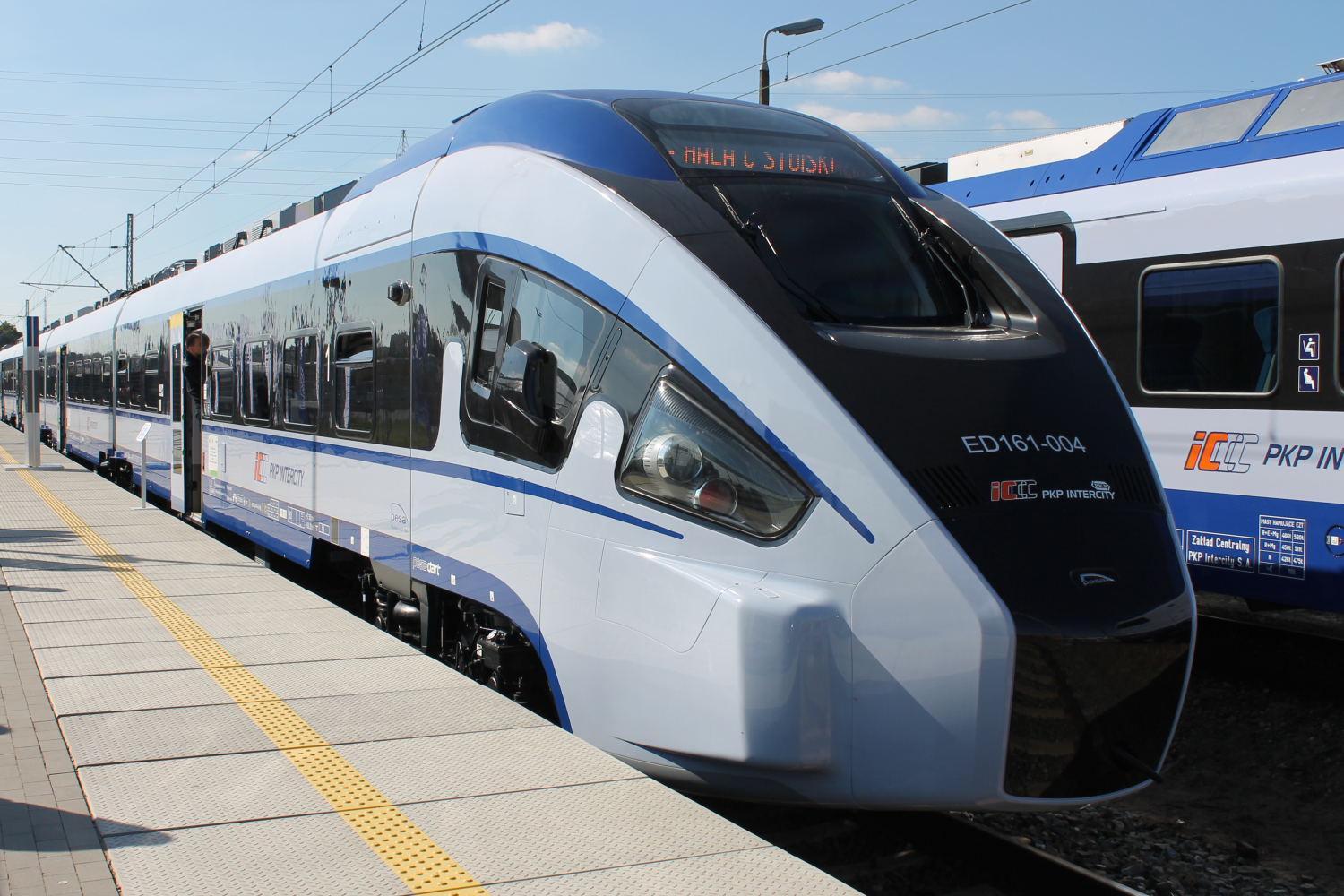
PESA DART 列車

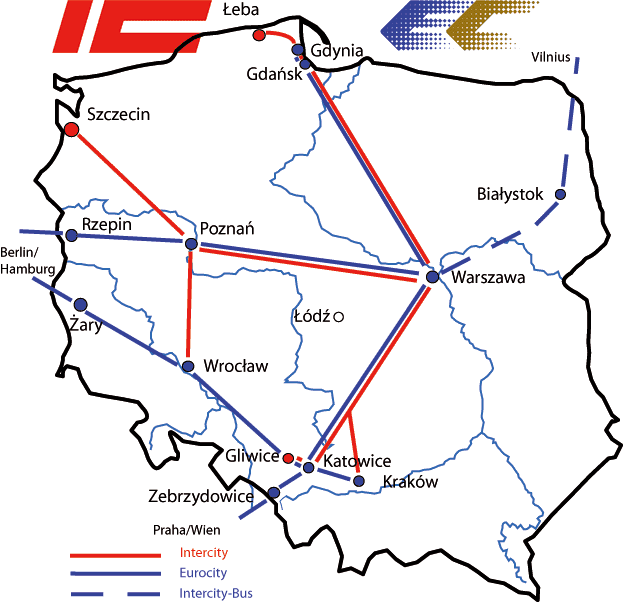
都市間を結ぶインターシティ特急の路線網。PKPグループの1つであるPKP Intercityが運営。

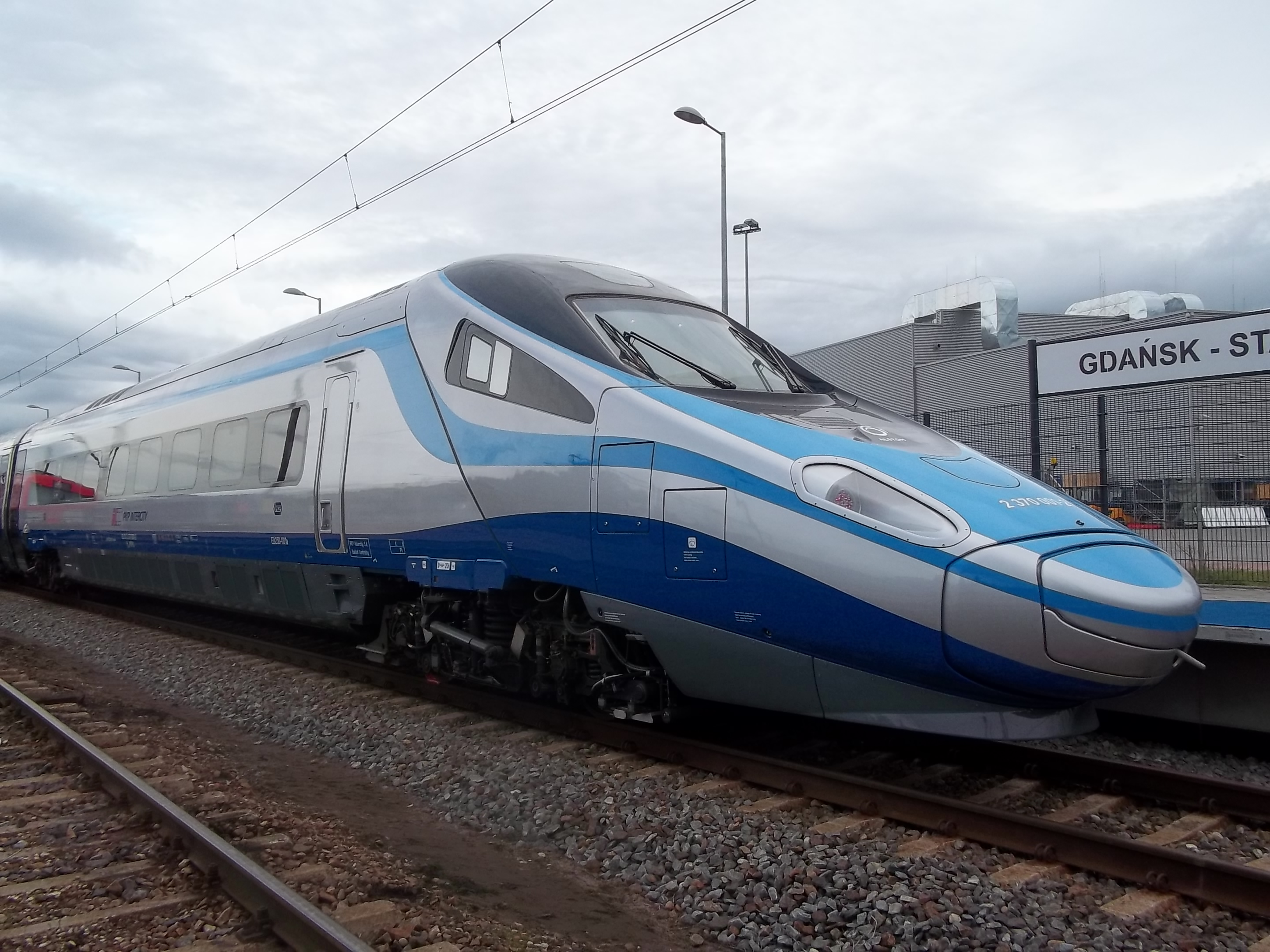
Pendolino (ED250) 高速列車

ポーランド国鉄（ポーランドこくてつ、ポーランド語: Polskie Koleje Państwowe SA、略称: PKP SA）は、ポーランドの共同資本による鉄道会社である。従業員数は3,555名（2004年）。

## 概要
かつてのポーランド国鉄（PKP）は、2001年に複数の会社に分割された。PKP SA はそのときに誕生した会社の一つで、PKP グループの中でも中核をなしており、グループ内すべての会社の株式を 100 % 保有しているため、グループ全体の経営を担っている。
ポーランドの鉄道網は総延長23,429kmにのぼり、政府がそれを所有、PKP SAが運営する上下分離方式が取られている。
1970年代には、首都ワルシャワとポーランド南部のカトヴィツェ・クラクフ方面とを結ぶ高速新線である「中央幹線」(C.M.K.:Centralna Magistrala Kolejowa)が開通している。これはヨーロッパの高速新線としては、極めて早い時期に開業したものである。高速新線ではあるが、長らく最高速度は160km/hであり、UIC（世界鉄道連合）が定義する「高速鉄道」の範疇には含まれていなかった。2014年12月14日にペンドリーノにより、クラクフおよびカトヴィツェからワルシャワを経てグダニスクおよびグディニャへ向かうExpress Intercity Premiumの運行が開始された。この列車に最高速度は200km/hであり、名実共に「高速新線」として扱われるようになった。